# Lophoruza rubrimacula
Lophoruza rubrimacula är en fjärilsart som beskrevs av Louis Beethoven Prout 1921. Lophoruza rubrimacula ingår i släktet Lophoruza och familjen nattflyn. Inga underarter finns listade i Catalogue of Life.